# اصل کوپرنیکی
در کیهان‌شناسی، اصل کوپرنیکی که به نام نیکلاس کوپرنیک نامگذاری شده‌است، می‌گوید که «زمین در مرکز عالم یا در جای ویژه‌ای از عالم قرار ندارد».

## پیشینه
هرمان باندی کیهان‌شناس قرن بیستم این اصل را به نام نیکلاس کوپرنیک نامگذاری کرد، هرچند که پیشینهٔ این اصل به قرن ۱۶ و ۱۷ میلادی بازمی‌گردد که سیستم بطلمیوسی (که زمین را مرکز عالم می‌دانست) کنار گذاشته شد. کوپرنیک نشان داد که می‌توان حرکت سیارات را بی‌آن‌که زمین را مرکز عالم بپنداریم توصیف کرد. او گفت که حرکت رجعی سیارات به خاطر چرخش زمین به دور خورشید است.
در کیهان‌شناسی اگر اصل کوپرنیکی را بپذیریم، و سپس ببینیم که جهان از دید ما همسانگرد به نظر می‌رسد، می‌توانیم نشان دهیم که جهان همگن است و نیز در همهٔ نقطه‌ها همسانگرد است. این دو شرط منجر به پذیرفتن اصل کیهان‌شناختی می‌شود.